# Møller (familj)
Møller är en dansk familj, som under 1900-talet byggt upp en stor förmögenhet genom rederi-, industriell och annan affärsverksamhet. Familjen kontrollerar idag bland annat Danmarks största börsföretag A.P. Møller-Mærsk och Danmarks största bank Danske Bank.
Familjen har sina rötter i en gård i Østerby, nära Havneby, på Rømø utanför Jyllands västkust, där den bedrivit jordbruk i många generationer, innan Peder Mæersk Møller och hans son A.P. Møller 1904 startade rederirörelse i Svendborg och lade grunden för ett affärsimperium.

## Medlemmar i familjen Møller i urval
- Hans Peder Pedersen Møller, styrman och lantbrukare, gift med  Kjersten (Kirsten) Pedersdatter Mærsk.
  - Peder Mærsk Møller (1836–1927), sjökapten, grundare tillsammans med sonen A.P. Møller av Dampskibsselskabet Svendborg  1904, gift med Ane (Anna) Mærsk Møller (född Ane Hans Nielsen Jeppesen 1843).
    - Arnold Peter Møller (1876–1965) , skeppsredare, grundare tillsammans med fadern av  Dampskibsselskabet Svendborg 1904 samt av Dampskibsselskabet af 1912, gift i första äktenskapet 1910–48  med Chastine Estelle Roberta Mc-Kinney Møller (1881–1948) och i andra äktenskapet från 1952 med Pernille Ulrikke Amalie Nielsen (1886–1972).
      - Sally Mc-Kinney Møller (1912–1989), gift i första äktenskapet till 1945 med Kurt Schede, och i andra äktenskapet med Mogens Poul Møller, sekretariatschef i A.P. Møller-Mærsk.
        - Marit Schede-Møller (född 1938).
        - Anne Birgit (född 1941).
        - Peter Arnold Poul Møller (1947–2006), godsägare och hovjägmästare.

      - Mærsk Mc-Kinney Møller (1913–2012), företagsledare, gift med Emma Mc-Kinney Møller (1913–2005).
        - Leise Mærsk Mc-Kinney Møller (född 1941),
        - Kirsten Mærsk Mc-Kinney Olufsen (född 1944).
        - Ane Mærsk Mc-Kinney Uggla (född 1948), företagsledare, gift med Peder Uggla.
          - Johan Pedersson Uggla (född 1976), företagsledare.
          - Robert Mærsk Uggla (född 1978), företagsledare, verkställande direktör i familjens maktföretag A.P. Møller Holding.

      - Hans Mc-Kinney Møller (1915–1934).
      - Jane Mc-Kinney Møller (1926–2002).